# Cachorros del Califato

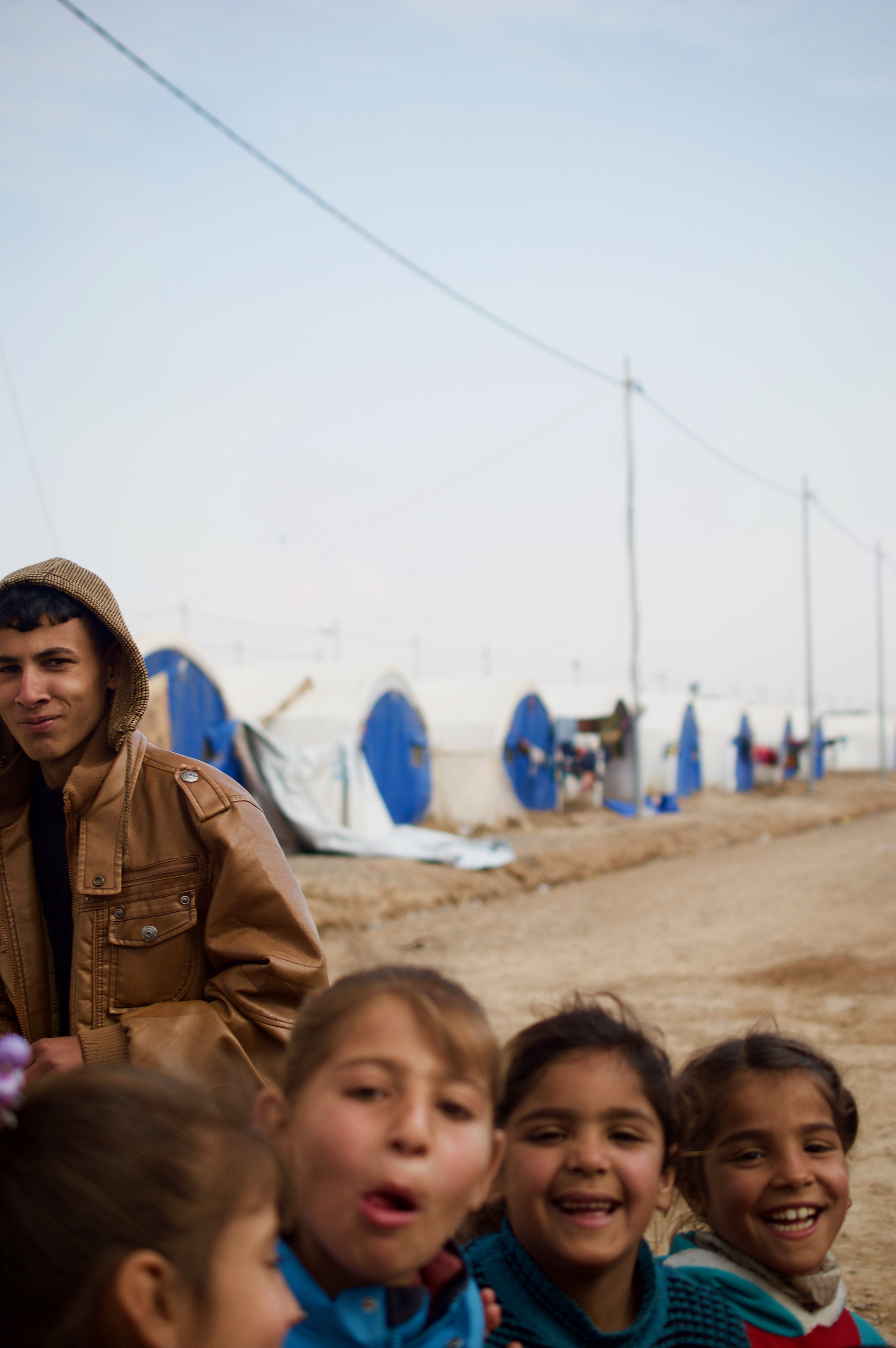
Niños y adolescentes árabes rescatados por el Ejército de Irak de un área controlada por Estado Islámico.

Los Cachorros del Califato (en árabe, اشبال الخلافة, Ashbal al-Khilafah) es el nombre clave del programa actualmente activo de la organización yihadista Estado Islámico de Irak y el Levante para reclutar y preparar niños soldados entre las edades de 10-15 años. Los "Cachorros" estuvieron activos desde 2014 hasta 2017; después de este punto, el programa aparentemente se interrumpió cuando colapsó el control territorial de IS-Central en Siria e Irak. Sin embargo, el Estado Islámico revivió el entrenamiento sistemático de niños soldados en 2021/22.

## Descubrimiento
La segunda entrega de un documental de Vice News sobre las actividades de Estado Islámico se centró en cómo la organización está específicamente preparando a los niños para la «implantación del califato mundial». Un portavoz dijo a Vive News que el programa no solo se centra en lo militar, sino también en el lado psicológico y religioso, pues desde bebés los niños reclutados son ingresados a escuelas islámicas sunitas en donde se les adoctrina bajo las leyes de la sharia para aprender sobre religión, mientras que los mayores de cuando ya cumplen los 16  años pueden ir al campo de entrenamiento militar.

## Programa
Después de establecer un protoestado en el Oriente Medio en 2014, ISIS se apresuró a organizar campamentos para entrenar a niños soldados, llamados "Cachorros". Niños de tan solo 6 años fueron reclutados o secuestrados y enviados a los campos de entrenamiento militar y religioso del Estado Islámico durante el apogeo del protoestado. En los campamentos, los niños practicaban la decapitación con muñecos y eran adoctrinados con los puntos de vista religiosos del EI. Los niños también fueron utilizados como escudos humanos en el frente y para proporcionar transfusiones de sangre a los soldados del Estado Islámico, según Shelly Whitman de la Iniciativa de Niños Soldados Roméo Dallaire. En general, los reclutadores de IS intentaron alentar a los niños a que se ofrecieran como voluntarios en lugar de secuestrarlos, prometiéndoles recompensas tanto terrenales como celestiales. El grupo también difundió sus puntos de vista a través de propaganda en las escuelas.
En noviembre de 2014, el cuerpo de propaganda de Estado Islámico publicó un vídeo que mostraba a niños de Kazajistán entrenados con armas de fuego. El vídeo mostraba los pasos del entrenamiento de los niños y enfatizaba el recitar de los versículos del Corán y declarar la guerra contra los "incrédulos" por parte de los niños. - "Yo seré el que los mata , O kuffar (no creyente). Seré un muyahidín, si Alá quiere". Según un informe de la ONU de 2014, "a mediados de agosto, ISIS ingresó a un hospital oncológico en Mosul, obligó al menos a dos niños enfermos a sostener la bandera de ISIS y publicó las imágenes en Internet". Misty Buswell, una representante de Save the Children que trabaja con refugiados en Jordania, dijo que "no es una exageración decir que podríamos perder a toda una generación de niños a causa del trauma".
Después de que se publicó el vídeo, el Comité de Seguridad Nacional de Kazajistán declaró que al menos 300 ciudadanos de su país se habían mudado a Siria para unirse a la milicia de Estado Islámico. La mayoría provenía de pueblos subdesarrollados y también se incluyeron mujeres en ese número. La publicación del vídeo advirtió que el reclutamiento de niños para la causa yihadista no solo se limitaba a las áreas ocupadas por el Estado Islámico en Irak y Siria. En noviembre de 2014, el ISIS publicó un video de propaganda que mostraba a niños de Kazajistán siendo entrenados con armas de fuego. El video mostraba los pasos del entrenamiento de los niños y enfatizaba la imagen de "guerrero santo" de IS al mostrar a los niños recitar los versos del Corán y declarar la guerra a los "incrédulos": — "Seré yo quien te mate, oh kuffar (no creyente). Seré un muyahidín, insha'Allah (si Dios quiere)". Para 2017, el control del EI sobre su territorio en Siria e Irak se estaba derrumbando. En consecuencia, los "Cachorros" se desplegaron en grandes cantidades para ayudar a defender los bastiones restantes de IS, en particular luchando en la Batalla de Raqqa.
Se ha reportado que los menores de edad pasan por un proceso de adoctrinamiento estricto con los principios y valores apegados al yihadismo, con una fuerte censura de todo tipo de contenido que sea contrario a ellos, inculcándoles rechazo e inclusive odio hacia los aspectos socioculturales de su propia identidad cultural, como la democracia, la libertad de expresión, la libertad de culto y otros valores en países donde se encuentran como derechos garantizados, creándoles un sentimiento de «endofobia».
Después de 2017, no hubo más informes de "Cachorros". Sin embargo, el Provincia de África Occidental (ISWAP) del Estado Islámico había establecido un programa similar a fines de 2021, ya que mostró una escuela de cadetes en un video de propaganda publicado en enero de 2022. Poco después, el canal de medios afiliado a ISIS an-Najiyah publicó un documento indonesio que alentaba el entrenamiento de niños soldados, evidentemente dirigido a las sucursales del sudeste asiático del grupo.

### Subunidades
- "Putera Khilafa " (Príncipes del Califato) - Unidad de niños soldados del sudeste asiático, activa en Siria desde 2016.[13]
- "Escuela de Cadetes Khilafah": una unidad de formación para niños soldados de 8 a 16 años, establecida por ISWAP a finales de 2021.[3] El programa de formación incluye lecciones religiosas, clases de árabe, entrenamiento físico y militar. Los aprendices han sido filmados ejecutando a soldados capturados.[14]